# Яттара, Наби
Наби́-Мусса́ Яттара́ (фр. Naby-Moussa Yattara; род. 12 января 1984, Конакри) — гвинейский футболист, вратарь клуба «Бокеруа». Выступал за сборную Гвинеи. Его брат, Ибрагим Яттара, также профессиональный футболист. 

## Карьера
Перед переходом в Шарлеруа Наби сыграл две официальные игры в течение четырёх лет с футбольным клубом «Антверпеном».
Наби Яттара прибыл в клуб «Шарлеруа Коулет Флерюс» 31 августа 2007 года, а затем проходил обучение во 2-м бельгийском дивизионе. В сезоне 2008/2009 он присоединился к французскому клубу «Сет». Он закончил сезон со своей командой на хорошем 7-м место. Впрочем клуб не смог избавиться от банкротства, после этого он направился в «Арль-Авиньон», где провёл 6 лет своей карьеры. С 2016 по 2018 год выступал за клуб «ЭС Полан Пезенас». Сейчас является вратарём «Эксельсиор».

## Международная карьера
Он был участником национальной сборной Гвинеи на Кубке африканских наций в Гане в 2008 году. Его дебют состоялся в октябре 2007 года поражением от сборной Сенегала. Участвовал на Кубке африканских наций в 2012 и 2015 годах.

### Игры за сборную по годам
| Сборная Гвинеи |       |      |
| Год            | Матчи | Голы |
| 2007           | 2     | 0    |
| 2008           | 4     | 0    |
| 2009           | 3     | 0    |
| 2010           | 4     | 0    |
| 2011           | 8     | 0    |
| 2012           | 8     | 0    |
| 2013           | 2     | 0    |
| 2014           | 8     | 0    |
| 2015           | 8     | 0    |
| 2016           | 7     | 0    |
| 2017           | 3     | 0    |
| 2018           | 1     | 0    |
| 2019           | 1     | 0    |
| Всего          | 59    | 0    |